# Simplicia cornicalis
Simplicia cornicalis là một loài bướm đêm trong họ Erebidae.